# Chillesford
Chillesford är en by och en civil parish i distriktet East Suffolk, Suffolk, England. Orten har 126 invånare (2001). Den har en kyrka.